# Ronald J. Grabe
Ronald John Grabe, född 13 juni 1945 i New York, är en amerikansk astronaut uttagen i astronautgrupp 9 den 19 maj 1980.

## Rymdfärder
- STS-51-J
- STS-30
- STS-42
- STS-57